# ۶۰۱ (قمری)
۶۰۱ (قمری)، ششصد و یکمین سال در گاهشماری هجری قمری است. اول محرم این سال برابر با ۲۸ اوت سال ۱۲۰۴ میلادی است.